# Холестерин
Холестери́н (др.-греч. χολή «жёлчь» + στερεός «твёрдый»), холестеро́л (англ. cholesterol) — органическое соединение, природный полициклический липофильный спирт, содержащийся в клеточных мембранах всех животных, в том числе человека.
Холестерин нерастворим в воде, растворим в жирах и органических растворителях. Холестерин легко синтезируется в организме из жиров, глюкозы, аминокислот. За сутки образуется до 2,5 г холестерина, с пищей поступает около 0,5 г.
Холестерин обеспечивает устойчивость клеточных мембран в широком интервале температур. Он необходим для выработки витамина D, выработки надпочечниками различных стероидных гормонов (включая кортизол, альдостерон, половые гормоны: эстрогены, прогестерон, тестостерон), жёлчных кислот.
Избыток холестерина (гиперхолестеринемия) приводит к атеросклерозу сосудов, при котором, например, может произойти холестериновая эмболия.

## История открытия
В 1769 году Пулетье де ла Саль получил из желчных камней плотное белое вещество («жировоск»), обладавшее свойствами жиров. В чистом виде холестерин был выделен химиком Антуаном Фуркруа в 1789 году. В 1815 году Мишель Шеврёль, тоже выделивший это соединение, назвал его холестерином («холе» — жёлчь, «стереос» — твёрдый). В 1859 году Марселен Бертло доказал, что холестерин принадлежит к классу спиртов, после чего французы переименовали холестерин в «холестерол».
В ряде языков (русском, немецком, венгерском и других) сохранилось старое название — холестерин.

## Биосинтез холестерина
Холестерин может образовываться в животном организме и поступать в него с пищей.
- Превращение трёх молекул активного ацетата в пятиуглеродный мевалонат. Происходит в ГЭПР.
- Превращение мевалоната в активный изопреноид — изопентенилпирофосфат.
- Образование тридцатиуглеродного изопреноида сквалена из шести молекул изопентенилдифосфата.
- Циклизация сквалена в ланостерин.
- Последующее превращение ланостерина в холестерин.

У некоторых организмов при синтезе стероидов могут встречаться другие варианты реакций (например, немевалонатный путь образования пятиуглеродных молекул).

## Биологическая роль
Холестерин в составе клеточной плазматической мембраны играет роль модификатора бислоя, придавая ему определённую жёсткость за счёт увеличения плотности «упаковки» молекул фосфолипидов. Таким образом, холестерин — стабилизатор текучести плазматической мембраны.
Холестерин открывает цепь биосинтеза стероидных половых гормонов и кортикостероидов, служит основой для образования желчных кислот и витаминов группы D, участвует в регулировании проницаемости клеток и предохраняет эритроциты крови от действия гемолитических ядов.
Холестерин нерастворим в воде и в чистом виде не может доставляться к тканям организма при помощи основанной на воде крови. Вместо этого холестерин в крови находится в виде хорошо растворимых комплексных соединений с особыми белками-транспортерами, так называемыми аполипопротеидами. Такие комплексные соединения называются липопротеидами.
Существует несколько видов аполипопротеидов, различающихся молекулярной массой, степенью сродства к холестерину и степенью растворимости комплексного соединения с холестерином (склонностью к выпадению кристаллов холестерина в осадок и к формированию атеросклеротических бляшек). Различают следующие группы: высокомолекулярные (HDL, ЛПВП, липопротеиды высокой плотности) и низкомолекулярные (LDL, ЛПНП, липопротеиды низкой плотности), а также очень низкомолекулярные (VLDL, ЛПОНП, липопротеиды очень низкой плотности) и хиломикрон.
К периферийным тканям холестерин транспортируется хиломикроном, ЛПОНП и ЛПНП. К печени (из которой затем холестерин удаляется из организма) его транспортируют аполипротеины группы ЛПВП.

### Уровень холестерина
Уровень холестерина, в том числе уровень липопротеинов низкой плотности (ЛПНП) и липопротеинов высокой плотности (ЛПВП), влияет на риск сердечно-сосудистых заболеваний и в итоге — на риск преждевременной смерти человека.
На 2022 год нормальный для здорового человека уровень липопротеидов высокой плотности (ЛПВП) — от 40 до 80 мг/децилитр для мужчин и от 40 до 100 мг/дл для женщин. При уровне ЛПВП за этими пределами повышается риск сердечно-сосудистых заболеваний, приводящих к смерти. У людей с очень высоким уровнем ЛПВП этот риск повышен на 80 % в сравнении с людьми с нормальным уровнем ЛПВП в крови.
Ранее, до опубликованных в 2020—2022 году обзоров, общепринятой точкой зрения среди кардиологов было мнение о том, что риск смерти из-за сердечно-сосудистых заболеваний повышается только при высоком уровне ЛПНП и низком уровне ЛПВП.
Большое содержание ЛПВП в крови характерно для здорового организма, поэтому часто эти липопротеиды называют «хорошими». Высокомолекулярные липопротеиды хорошо растворимы и не склонны к выделению холестерина в осадок, и тем самым защищают сосуды от атеросклеротических изменений (то есть не являются атерогенными). Низкий уровень холестерина нарушает гормональный фон и приводит к другим неполадкам в организме.
Уровень холестерина в крови измеряется либо в ммоль/л (миллимоль на литр — единица, действующая в РФ) либо в мг/дл (миллиграмм на децилитр, для холестерина 1 ммоль/л равен 38,665 мг/дл). Идеально, когда уровень «плохих» низкомолекулярных липопротеидов ниже 2,586 ммоль/л (для лиц с высоким риском сердечно-сосудистых заболеваний — ниже 1,81 ммоль/л). Такой уровень, однако, у взрослых достигается редко. Если уровень низкомолекулярных липопротеидов выше 4,138 ммоль/л, рекомендуется использовать диету для снижения его ниже 3,362 ммоль/л (что может привести к депрессивным расстройствам, повышенному риску инфекционных и онкологических заболеваний. Если этот уровень выше 4,914 ммоль/л или упорно держится выше 4,138 ммоль/л, рекомендуется рассмотреть возможность лекарственной терапии. Для лиц с высоким риском сердечно-сосудистых заболеваний эти цифры могут снижаться. Доля «хороших» высокомолекулярных липопротеидов в общем уровне холестерин-связывающих липопротеидов чем выше, тем лучше. Хорошим показателем считается, если он гораздо выше 1/5 от общего уровня холестерин-связывающих липопротеидов.
К факторам, повышающим уровень «плохого» холестерина, относятся:
- курение;
- избыточный вес или ожирение, переедание;
- гиподинамия или недостаточная физическая активность;
- неправильное питание с высоким содержанием трансжиров (содержащихся в частично гидрогенизированных жирах), высоким содержанием в пище углеводов (особенно легкоусваиваемых, вроде сладостей и кондитерских изделий), недостаточным содержанием клетчатки и пектинов, липотропных факторов, полиненасыщенных жирных кислот, микроэлементов и витаминов;
- застой жёлчи в печени при различных нарушениях работы этого органа[источник не указан 4781 день] (также ведёт к желчнокаменному холециститу). Возникает при злоупотреблении алкоголем, некоторых вирусных заболеваниях, приёме некоторых лекарств;
- также некоторые эндокринные нарушения — сахарный диабет, гиперсекреция инсулина, гиперсекреция гормонов коры надпочечников, недостаточность гормонов щитовидной железы, половых гормонов.

Повышенный уровень «плохого» холестерина также может наблюдаться при некоторых заболеваниях печени и почек, сопровождающихся нарушением биосинтеза «правильных» липопротеидов в этих органах. Он может также быть наследственным, наследственно обусловленным при некоторых формах так называемых «семейных дислипопротеидемий». В этих случаях больным, как правило, нужна особая лекарственная терапия.
К факторам, снижающим уровень «плохого» холестерина, относятся физкультура, спорт и вообще регулярная физическая активность, отказ от курения и употребления алкоголя, еда, содержащая мало насыщенных животных жиров и легкоусваиваемых углеводов, но богатая клетчаткой, полиненасыщенными жирными кислотами, липотропными факторами (метионином, холином, лецитином), витаминами и микроэлементами.
Важным фактором, влияющим на уровень холестерина, является кишечная микрофлора. Резидентная и транзиторная микрофлора кишечника человека, синтезируя, трансформируя или разрушая экзогенные и эндогенные стерины, активно участвует в холестериновом метаболизме, что позволяет рассматривать ее как важнейший метаболический и регуляторный орган, участвующий в кооперации с клетками хозяина в поддерживании гомеостаза холестерина.
Холестерин также является основным компонентом большинства камней в желчном пузыре (см. историю открытия).

## Содержание в пище
| Продукт                       | Холестерин в среднем, мг/100 г | Холестерин, диапазон, мг/100 г |
| ----------------------------- | ------------------------------ | ------------------------------ |
| мозг                          | 1500                           | 770-2300                       |
| почки                         | 600                            | 300-800                        |
| яичный желток                 | 450                            | 400-500                        |
| рыбья икра                    | 300                            | 300                            |
| сливочное масло               | 215                            | 180-250                        |
| раки                          | 200                            | 200                            |
| крабы и креветки              | 150                            | 150                            |
| карп                          | 185                            | 100-270                        |
| жир свиной, говяжий           | 110                            | 100-120                        |
| сыр твёрдый                   | 100                            | 80-120                         |
| свинина                       | 100                            | 90-110                         |
| сметана 10-30 %               | 100                            | 100                            |
| говядина                      | 85                             | 80-90                          |
| утка с кожей                  | 90                             | 90                             |
| телятина                      | 80                             | 80                             |
| курица без кожи (тёмное мясо) | 89,2                           | 89,2                           |
| курица без кожи (белое мясо)  | 78,8                           | 78,8                           |
| утка                          | 60                             | 60                             |
| индейка                       | 40                             | 40                             |
| цыплёнок                      | 20                             | 20                             |
| молоко 3 %                    | 14,4                           | 14,4                           |
| творог 18 %                   | 57,2                           | 57,2                           |
| творог 8 %                    | 32                             | 32                             |
| творог обезжиренный           | 8,7                            | 8,7                            |
| кунжутное масло               | 0,1                            | 0,1                            |
| оливковое масло               | 0,125                          | 0,05-0,20                      |
| масло авокадо                 | 3,0                            | 3,0                            |
| рапсовое масло                | 5,3                            | 5,3                            |
| подсолнечное масло            | 1,4                            | 1,4                            |
| арахисовое масло              | 2,4                            | 2,4                            |
| кукурузное масло              | 5,5                            | 5,5                            |
| соевое масло                  | 2,9                            | 2,9                            |
| хлопковое масло               | 4,5                            | 4,5                            |
| кокосовое масло               | 1,4                            | 1,4                            |
| ядро пальмы                   | 1,7                            | 1,7                            |
| пальмовое масло               | 1,8                            | 1,6-2,0                        |

## Холестерин и атеросклероз
Нарушения липидного обмена считаются одним из наиболее важных факторов развития атеросклероза. Роль холестерина в развитии атеросклероза открыл российский патолог, академик АН и АМН СССР Аничков, Николай Николаевич (1885—1964).
К атерогенным нарушениям липидного обмена относятся:
- Повышение уровня общего холестерина крови
- Повышение уровня триглицеридов и липопротеидов низкой плотности (ЛНП)
- Снижение уровня липопротеидов высокой плотности (ЛВП).

Связь повышенного уровня холестерина и атеросклероза неоднозначна: с одной стороны увеличение содержания холестерина в плазме крови считается бесспорным фактором риска атеросклероза, с другой стороны атеросклероз часто развивается у людей с нормальным уровнем холестерина. В действительности высокий уровень холестерина является лишь одним из многочисленных факторов риска атеросклероза (ожирение, курение, диабет, гипертония). Наличие этих факторов у людей с нормальным уровнем холестерина делает возможным вредное воздействие свободного холестерина на стенки сосудов, и тем самым приводит к образованию атеросклероза при более низких концентрациях холестерина в крови.
Существует также иной взгляд на проблему холестерина. Холестерин как «ремонтный» материал скапливается в местах микроповреждений сосудов и блокирует эти повреждения, выполняя гомогенную лекарственную роль. Именно поэтому атеросклероз наблюдается у людей с нормальным уровнем холестерина. У людей с повышенным уровнем проблема появляется быстрее, плюс, наличие повышенного уровня холестерина проще статистически связать с атеросклерозом, что и было сделано в начале исследований, из-за чего холестерин был объявлен виновником всех бед. Поэтому же, просто снижение уровня холестерина само по себе не решает всех проблем с сосудами. Недостаток холестерина в таком случае может явиться причиной кровоизлияний. Требуется дальнейшее изучение причин, вызывающих повреждения сосудов и разработка способов их лечения.
Наиболее агрессивными и опасными производными холестерина являются оксистеролы.

## Лечение нарушений обмена холестерина
Здоровый образ жизни: снижение избыточного веса, регулярные упражнения и диета с низким содержанием жиров.
Лекарственные препараты, которые уменьшают уровни «плохого» холестерина, назначаются, когда положительные изменения образа жизни не оказывают существенного влияния на уровни «плохого» холестерина. Наиболее широко используемые препараты для уменьшения уровня «плохого» холестерина — это статины. Статины — это лекарства, снижающие уровень холестерина, — (например, симвастатин, правастатин, аторвастатин) являются лечением первого выбора. Другие препараты, которые используются для снижения уровня «плохого» холестерина, включают: поликозанол, никотиновую кислоту (ниацин, ниацин+ларопипрант), ингибитор абсорбции холестерина в кишечнике — эзетимиб (зетия, эзетрол), комбинации (инеджи, виторин), фибраты, как, например, гемфиброзил (лопид) и смолы, как, например, холестирамин (квестран), а также бемпедоевую кислоту и инклисиран (Leqvio) — препарат длительного действия (инъекции раз в полгода).

## Связь с генами
Одним из генов, связанных с круговоротом холестерина в организме, является APOE. Он также противоположным образом влияет на развитие диабета и проблем с сердцем. Мутации в нем повышают риск развития диабета, но понижают шансы развития коронарной болезни, причины чего пока остаются неизвестными.

## Противники липидной гипотезы
Противники применения статинов и липидной гипотезы (Thincs) уже многие годы выпускают исследования, критикующие текущий врачебный консенсус о вреде холестерина. Одно из таких исследований, проведенное в 2018 году, вызвало значительный резонанс в медицинском сообществе и было широко обсуждаемо.
В этом исследовании группа ученых под руководством Уффе Равнскова выбрала и изучила 19 исследований прошлых лет. Одно из них, проведенное в 1936 году, выявило корреляцию между холестерином и атеросклерозом. Однако исследователи пришли к выводу, что этой связи нет, объяснив наблюдаемую корреляцию поправкой на возраст. Анализ более современного и качественного исследования, в котором снова была обнаружена связь между холестерином и сердечно-сосудистыми заболеваниями (ССЗ), был раскритикован Равнсковым за отсутствие объяснения механизма этой связи. Исходя из этого, он сделал вывод, что такой связи не существует
В результате группа ученых заключила, что связь между холестерином и ССЗ невозможна, так как в выбранных исследованиях они этой связи не обнаружили. Они утверждают, что липидная гипотеза вводит людей в заблуждение и игнорирует исследования, которые не поддерживают эту теорию.
Профессор Джереми Пирсон (Jeremy Pearson), заместитель медицинского директора Британского Кардиологического Фонда, критикуя эту работу, сказал: «Данные крупных клинических исследований очень четко демонстрируют, что снижение уровня холестерина ЛПНП снижает риск смерти в целом, а также от сердечных приступов и инсультов, независимо от возраста. В текущей статье нет ничего, что могло бы поддержать предположения авторов о том, что исследования, которые они рассмотрели, дают основания сомневаться в том, что холестерин ЛПНП является основной причиной сердечно-сосудистых заболеваний или что рекомендации по снижению ЛПНП у пожилых людей нуждаются в переоценке».